# (3155) Lee
(3155) Lee (1984 SP3) – planetoida z pasa głównego asteroid okrążająca Słońce w ciągu 3,59 lat w średniej odległości 2,34 au. Odkryta 28 września 1984 roku.